# 黄裕生
黄裕生（1965年—），清华大学哲学系教授、原系主任。

## 生平
1965年11月出生于福建省漳州市平和县。先后毕业于厦门大学哲学系、中国社会科学院研究生院哲学系，获得哲学学士（1987年）及硕士（1990年）、博士（1995年），师从叶秀山。1991年曾到河北省保定市涞水县下乡“锻炼”。之后长期在中国社会科学院哲学研究所工作，历任助理研究员、副研究员、研究员及所属现代外国哲学研究室副主任，期间曾在德国马堡大学进修。2009年调入清华大学人文学院，历任哲学系教师、副系主任、系主任。主要研究领域包括德国哲学和基督教哲学等。
2024年8月3日，黄裕生在新浪微博發文，批评中国政府试图推行「網號」和「網證」制度，是反现代化、回归古代的「編戶齊民」。文章旋遭刪除，而且账户被永久禁言。